# گانساراپولا
گانساراپولا (به لاتین: Gansarapola) یک منطقهٔ مسکونی در سری‌لانکا است که در استان مرکزی (سری‌لانکا) واقع شده‌است.